# Świątynia Dongyue w Pekinie

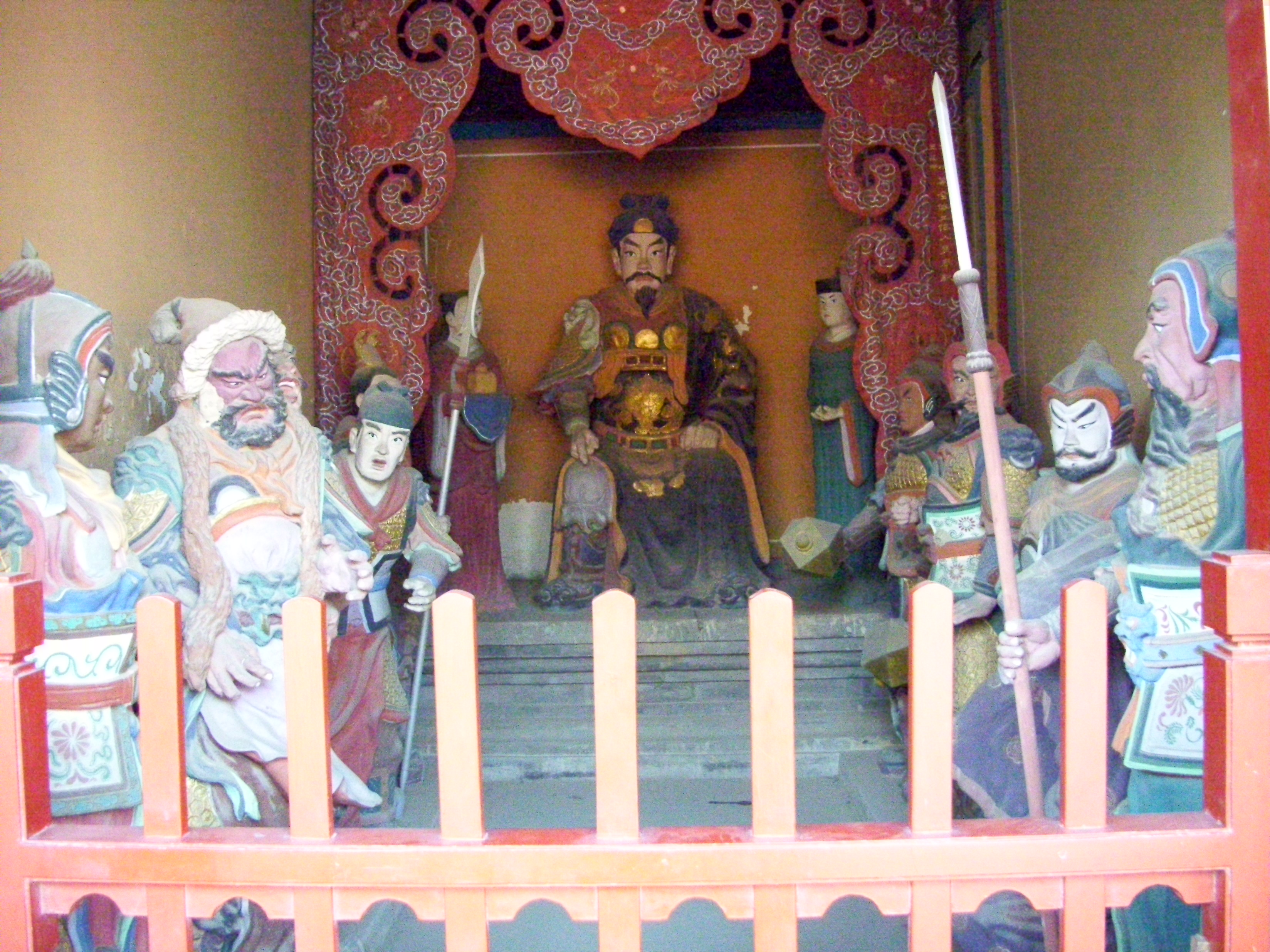
Posąg jednego z bogów wewnątrz świątyni

Świątynia Dongyue w Pekinie (chin. upr. 北京东岳庙, chin. trad. 北京東嶽廟, pinyin Bĕijīng Dōngyuè Miào) – świątynia znajdująca się przy ulicy Shenlu w dzielnicy Chaoyang w Pekinie, poświęcona bóstwu góry Tai Shan, jednej z pięciu świętych chińskich gór.

## Historia
Budowę świątyni rozpoczął w 1319 roku Zhang Liusun, członek założonej przez Zhang Daolinga taoistycznej szkoły Pięciu Miar Ryżu. Prace budowlane zakończyły się w 1323 roku, już po jego śmierci. Swój obecny kształt i nazwę otrzymała po renowacji przeprowadzonej w 1447 roku. Dwukrotnie przebudowana i rozbudowana za rządów dynastii Qing. 

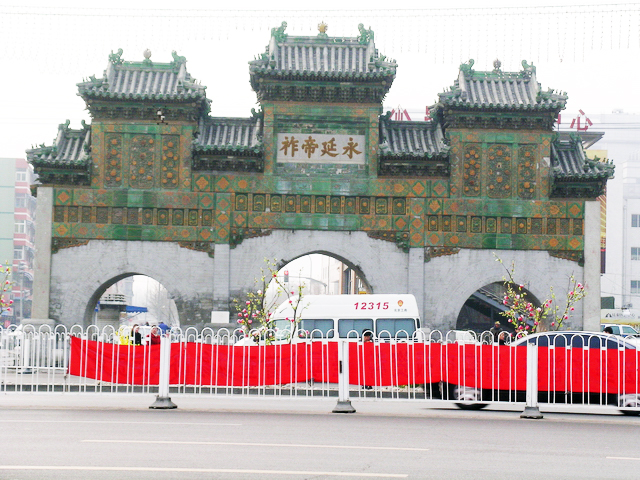
Brama pailou, usytuowana naprzeciw świątyni

Zabudowania świątyni doznały znacznych zniszczeń podczas zawirowań XX-wiecznej historii Chin, następnie mieściły się w nich biura i szkoła. W 1996 roku świątynia została uznana za część chińskiego dziedzictwa narodowego i rozpoczęto jej generalny remont, którego koszt wyniósł 5.8 mln juanów. Po zakończeniu prac renowacyjnych w 2002 roku ulokowano w niej Muzeum Sztuki Ludowej.

## Architektura
Świątynia składa się z trzech dziedzińców, zajmujących łącznie powierzchnię 4.7 hektara. Naprzeciwko świątyni, po drugiej stronie ulicy, wznosi się ustawiona w 1607 roku brama pamiątkowa pailou o trzech wejściach, pokryta zielonymi i żółtymi płytkami. 
Najważniejsze budynki świątyni znajdują się przy głównym dziedzińcu. Są to Pawilon Góry Tai Shan (Daizongbaodian) i Pawilon Doskonalenia Moralności (Yudedian). Są symetrycznie otoczone przez pawilony Sanmaojun, Binglinggong, Fucaishen i Guangsishen. W dwóch głównych korytarzach prowadzących do pawilonu Daizongbaodian znajdują się 72 pomieszczenia z umieszczonymi wewnątrz posągami bóstw, reprezentujących różne formy ludzkiej działalności i siły natury. W samym pawilonie znajduje się posąg boga góry Tai Shan, otoczonego przez sługi.

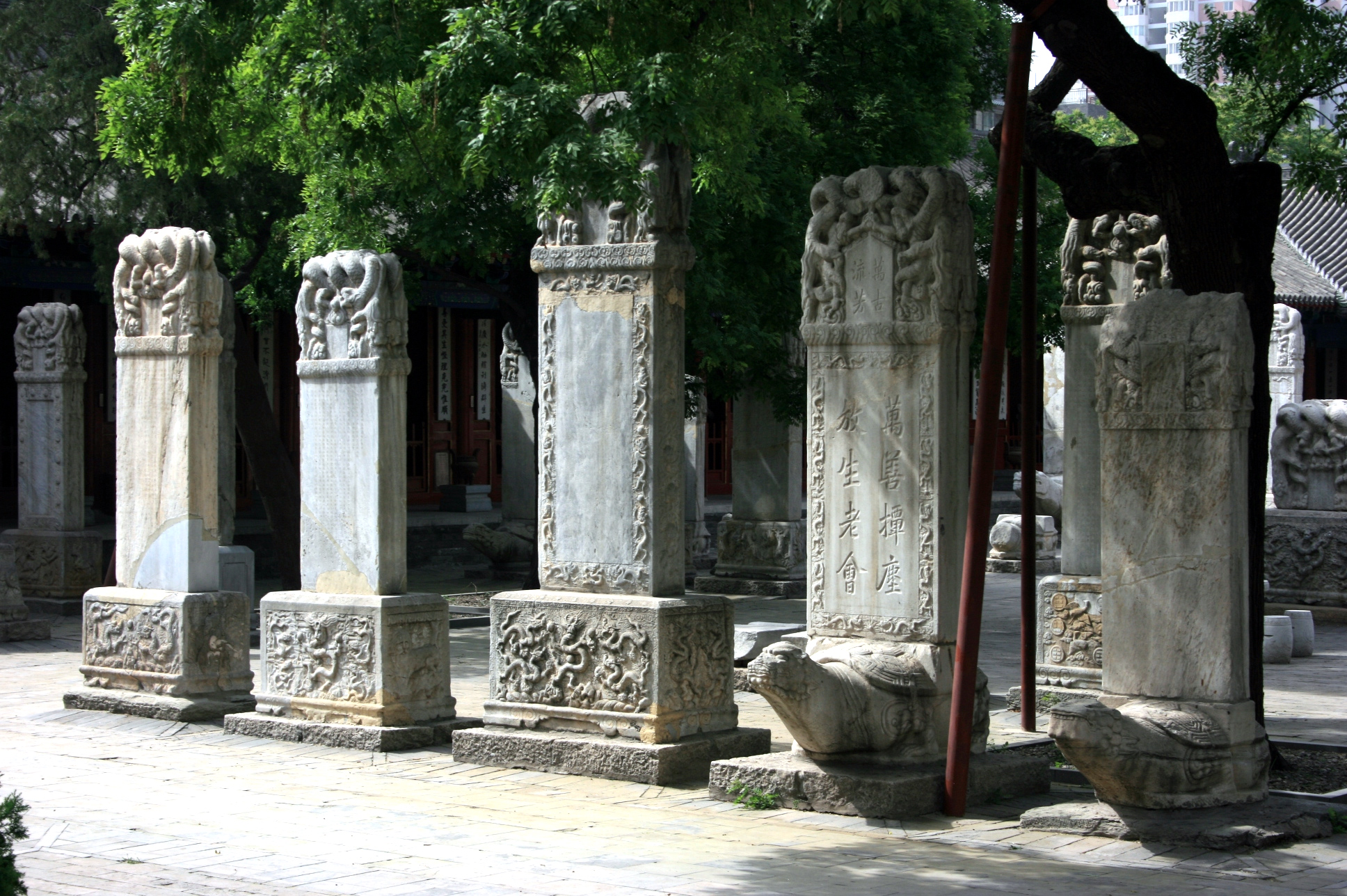
Kamienne stele na dziedzińcu

Na dziedzińcach świątyni ustawiono ponad 100 kamiennych stel, pochodzących z czasów dynastii Yuan, Ming i Qing. Najcenniejsza jest pochodząca z 1329 roku, mierząca 4 metry wysokości, na której mistrz kaligrafii Zhao Mengfu w 2786 znakach opisał życie fundatora świątyni.